# Hieronymus Cristani von Rall

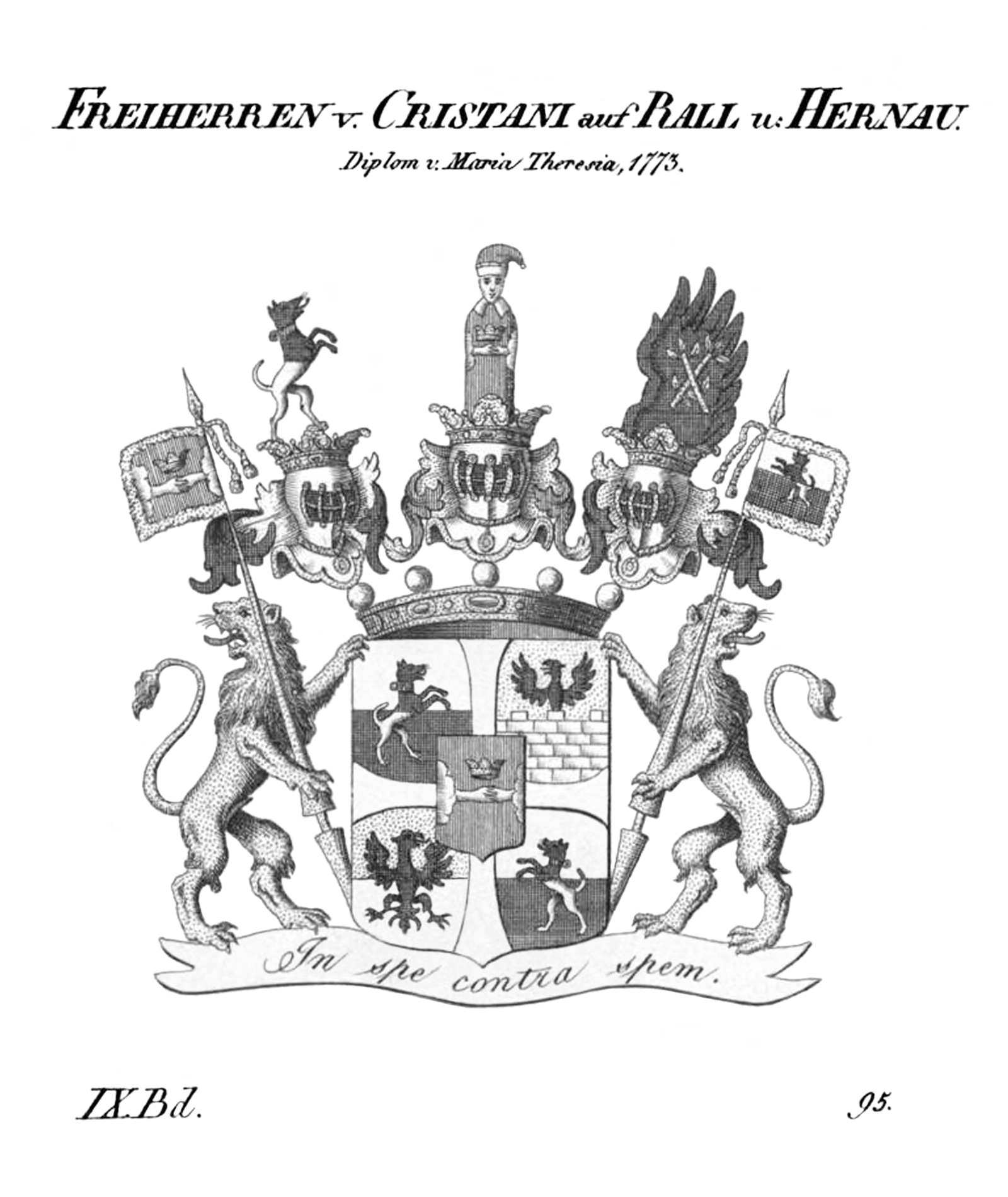
Familienwappen der Cristani von Rall zu Hernau

Hieronymus Nikolaus Anton Cristani von Rall (* 1692/93; † 10. Juni 1751 in Salzburg) war von 1731 bis 1751 Salzburger Hofkanzler.

## Leben und Wirken
Er stammte aus dem niederen Tridentiner Adelsgeschlecht Cristani von Rall mit Stammsitz in Rallo bei Tassullo, im ehemaligen Landgericht Cles und war, bevor Fürsterzbischof Leopold Anton von Firmian ihn im März 1731 in seine Regierung berief, Ortsrichter in Firmians welschtiroler Heimat gewesen.
Sein Name ist vor allem mit der großen Protestantenvertreibung von 1731/32 verbunden, für deren listige Vorbereitung und rücksichtslose Durchführung er verantwortlich war. Cristani verfügte:

„Die Emigrationspatenten müssen vollzogen werden, es gehe, wie es wolle. Leide daran, wer leiden kann, keine Gnade, kein Mittel, ein anderes ist nicht zu hoffen, es koste Leben, Blut, Geld, und was es immer seyn wolle; und wird man alsobald mit den Ungehorsamen andern zum Abscheu ein Exempel machen, und auch wider die Widerspenstigen Gewalt brauchen. Dahero sind auf alle Weise und ohne aller Widerröd die patentes rigorosissime und mit höchstem Fleiß zu vollziehen.“

Cristani war in den Jahren seiner Amtsführung der maßgebende Staatsmann des Fürsterzbistums. Er genoss das volle Vertrauen der Fürsterzbischöfe Leopold Anton Freiherr von Firmian und Jakob Ernst Graf von Liechtenstein. Nach dem Tod Fürsterzbischof Jakob Ernsts wurde er zwar vom (bis zum Amtsantritt des nächsten Erzbischofs) die Zwischenherrschaft ausübenden Domkapitel durch Einschränkungen seiner Zuständigkeiten entmachtet, aber auch der nachfolgende Erzbischof Andreas Jakob von Dietrichstein schätzte ihn.
Cristani wurde im Jahr 1732 in die Salzburger Landstände aufgenommen. Er erwarb 1741 das Gut bzw. Schloss Herrnau und ließ es in den Jahren 1741 bis 1744 in seine heutige Gestalt bringen. Er starb am 10. Juni 1751 im 59. Lebensjahr.

## Nachkommen
Zu seinen Kindern zählen:
- Johann Nepomuk Claudius Torquatus Cristani von Rall (1729–1796), österreichischer Feldmarschall,

wahrscheinlich auch
- Nicolò Cristani di Rallo (1731–1776), k.k. Kreishauptmann von Rovereto, Mozart-Schüler, und
- Leopoldine Freifrau von Moll (* 1734[5]), geborene Freiin Christani von Rall.

Wohl eine Enkelin war Katharina Gräfin Quabeck geb. Christani von Rall, die Schloss Herrnau 1805 verkaufte.